# Tilleul de Ramelot
Le tilleul de Ramelot est un tilleul classé situé à Ramelot dans la commune de Tinlot en province de Liège (Belgique).

## Localisation
Le tilleul est situé dans le village de condrusien de Ramelot, sur une petite butte d'une hauteur de deux mètres, au carrefour de la chaussée romaine et de la rue des Aubépines. Le tilleul est planté sur un tige, à l'altitude de 280 m.
Ce tilleul ne doit pas être confondu avec le tilleul planté devant l'église Notre-Dame de Ramelot ni avec celui du tumulus de Ramelot situé au lieu-dit Tidge dal Tombe (tige de la Tombe), au sud-est de la localité.

## Historique
Ce tilleul à grandes feuilles (Tilia platyphyllos) aurait été planté vers 1649. En dessous du tilleul, une possible nécropole mérovingienne a été découverte en 2004.
Aux abords du tilleul, une petite plaque en aluminium reprend le texte suivant :
Tilleul de Ramelot

En bordure de la chaussée romaine

Classé et âgé de 325 ans en 1973

Circonférence 5m50 Complètement creux

Figure parmi les plus beaux arbres de Wallonie

En 2024, découverte de squelettes intacts

avec sépultures. Nécropole mérovingienne possible

## Description du site
Suivant les sources, le tronc de ce tilleul varie entre 5,1 m et 6,5 m de circonférence (mesures prises à 1,5 m de hauteur). Il est toutefois creux, fragilisant l'arbre qui culmine à une petite vingtaine de mètres. Un crucifix est adossé au tronc.

## Classement
Le tilleul de Ramelot est classé depuis le 22 janvier 1973 et repris sur la liste du patrimoine immobilier classé de Tinlot.

### Sources et liens externes
- Site de Wikihuy.be
- Site de Cirkwi.com